# Equilibrium (grup de música)
Equilibrium és un grup de folk metal d'Alemanya. La música del grup combina elements del folk metal i symphonic metal amb diversos instruments, incloent guitarres elèctriques, cordes i flautes. Els seus riffs reflecteixen melodies tradicionals germàniques. Els seus temes se centren en la lírica contes germànics i mitologia germànica. Totes les lletres són en alemany, com la majoria dels títols.

## Història
El grup va estar de gira amb Comandant i Sycronomica el 2005. A l'any següent va signar un contracte amb la discografica "Nuclear Blast" i el 27 juny 2008 van llançar el seu segon àlbum, Sagas .
El febrer de 2010, d'equilibri va haver de cancel·lar la seva aparició al Festival de Winterfire a Alemanya (a causa de la reestructuració seria dins de la formació). Més tard es va revelar que el seu vocalista, Helge Stang i el bateria Manuel DiCamillo havia deixat la formació. Al mes següent la formació va anunciar que Robse, vocalista alemany del grup Vrankenvorde, havia estat elegit com el seu nou cantant.
Fa poc temps, el grup va trobar un nou bateria, Hatier, que també és el bateria de la brutal death metal grup Viscera Trail. La formació, plena de nou, va llançar el seu tercer àlbum, Rekreatur, a través de Nuclear Blast, el 18 de juny de 2010.

## Discografia
Àlbums d'estudi
- Turis Fratyr (2005) – Black Attakk
- Sagas (2008) – Nuclear Blast
- Rekreatur (2010) - Nuclear Blast
- Waldschrein (2013) - Nuclear Blast

Demos
- Demo 2003 (2003)